# Epipagis odulphalis
Epipagis odulphalis là một loài bướm đêm trong họ Crambidae.